# Tomasz Wasilewski (reżyser)
Tomasz Wasilewski (ur. 26 września 1980 w Toruniu) – polski reżyser  i scenarzysta filmowy, nagrodzony Srebrnym Niedźwiedziem za najlepszy scenariusz na 66. Międzynarodowym Festiwalu Filmowym w Berlinie (2016).

## Życiorys
Jest absolwentem studiów na kierunku reżyseria filmowa i telewizyjna w pomaturalnej Akademii Filmu i Telewizji w Warszawie (2001). W 2006 ukończył studia na Wydziale Organizacji Sztuki Filmowej Państwowej Wyższej Szkoły Filmowej, Telewizyjnej i Teatralnej im. Leona Schillera w Łodzi.
Zdobywca Nagrody Jury dla młodego talentu reżyserskiego na 38. Festiwalu Polskich Filmów Fabularnych w Gdyni za film Płynące wieżowce (2013). W 2016 na Międzynarodowym Festiwalu Filmowym w Berlinie zdobył Srebrnego Niedźwiedzia za najlepszy scenariusz do filmu Zjednoczone stany miłości. Trafił na listę dziesięciu europejskich twórców, na których w 2016 roku trzeba zwrócić uwagę prestiżowego amerykańskiego magazynu „Variety”.

## Filmografia
Opracowano na podstawie.
- 2022: Głupcy, scenariusz i reżyseria
- 2016: Zjednoczone stany miłości
- 2013: Płynące wieżowce
- 2012: W sypialni
- 2008: 33 sceny z życia, asystent reżysera
- 2007–2015: Barwy szczęścia, scenarzysta

## Nagrody i wyróżnienia
- 2016 - Laureat Złotego artSkryptu, przyznanego na Interdyscyplinarnym Festiwalu Sztuk Miasto Gwiazd w Żyrardowie, dla wybitnego twórcy scenariuszy filmowych.